# Манцотти, Луиджи
Луиджи Манцо́тти (итал. Luigi Manzotti; 2 февраля 1835, Милан — 15 марта 1905, Милан) — итальянский балетмейстер, хореограф и мим, работал совместно с Ромуальдо Маренко.

## Биография
Родился в Милане в семье Инносенте и Джованна Манцотти. Учился пантомиме у Джильдо Боччи. До 1874 года, работал в Риме и Флоренции, ставил пантомимы в операх Кортези, Виена, Коппини и Пратези.
Как актёр балета дебютировал в постановке «Коронация Коринны в Риме». Был мимом миланского театра «Ла Скала». Поставил ряд балетов на музыку Ромуальдо Маренко: «Сиеба» (1876), «Эксцельсиор» (1881), «Любовь» (1886) и «Спорт» (1897). Оказал влияние на развитие мьюзик-холла в начале XX века.

## Постановки
- Pietro Micca, 1871
- Galileo Galilei, 1873
- Sieba, 1878
- Ballo Excelsior, 1881
- Amor, 1886
- Sport, 1897